# STS-40
STS-40 (englisch Space Transportation System) ist eine Missionsbezeichnung für das US-amerikanische Space Shuttle Columbia (OV-102) der NASA. Der Start erfolgte am 5. Juni 1991. Es war die 41. Space-Shuttle-Mission und der elfte Flug der Raumfähre Columbia.

## Mannschaft

### Hauptmannschaft
- Bryan O’Connor (2. Raumflug), Kommandant
- Sidney Gutierrez (1. Raumflug), Pilot
- James Bagian (2. Raumflug), Missionsspezialist
- Tamara Jernigan (1. Raumflug), Missionsspezialistin
- Rhea Seddon (2. Raumflug), Missionsspezialistin
- Drew Gaffney (1. Raumflug), Nutzlastspezialist
- Millie Hughes-Fulford (1. Raumflug), Nutzlastspezialistin

### Ersatz
- Robert Phillips für Gaffney und Hughes-Fulford.

## Missionsparameter
- Masse:

- 12.374 kg Nutzlast
- 102.283 kg Gesamtgewicht bei der Landung (inkl. Nutzlast)

- maximale Erdentfernung: 296 km
- minimale Erdentfernung: 287 km
- Erdumlaufzeit: 90,4 min

## Missionsbeschreibung
Der Start der Mission war ursprünglich für den 22. Mai 1991 geplant. Weniger als 48 Stunden vor dem Start wurde dieser verschoben, weil während einer bereits 1990 durchgeführten Überprüfung an einem Messfühler für flüssigen Wasserstoff des Hauptantriebes Mängel festgestellt wurden. Die Ingenieure befürchteten, dass einer oder mehrere der neun Wasserstoff- und Sauerstoff-Messfühler, welche die Treibstoff- und Sauerstoff-Leitungen überwachen, abbrechen und die Triebwerkspumpen beschädigen könnten, was zu einem Triebwerksausfall führen würde.
Zusätzlich fiel einer der fünf Allzweckcomputer des Orbiters aus sowie ein Multiplexer/Demultiplexer der Hydraulik im Heck.
Ein neuer Computer sowie ein neuer Multiplexer/Demultiplexer wurden installiert und getestet. Ein Wasserstoff- und zwei Sauerstoff-Messfühler am Beginn der Treibstoffleitungen wurden ersetzt sowie drei Sauerstoff-Fühler in der Nähe der Triebwerke, drei Wasserstoff-Fühler wurden ersatzlos entfernt. Der Start wurde auf den 1. Juni 8 Uhr morgens angesetzt, aber abermals verschoben, nachdem mehrere Versuche fehlgeschlagen waren, die untätige Messeinheit 2 zu kalibrieren. Auch dieses Modul wurde ersetzt und getestet, der Start für den 5. Juni geplant. Die Gesamtmasse des Orbiters betrug beim Start 114.290 kg.
Spacelab Life Sciences Mission 1 war die fünfte Spacelab-Mission und die erste, die sich ausschließlich mit Biowissenschaften beschäftigte. Untersuchungsobjekte waren die Besatzungsmitglieder selbst, 26 Ratten und ca. 2400 junge Quallen. Die Forschungsarbeiten betrafen 6 Körperbereiche, die nach 18 verschiedenen Parametern untersucht wurden. Sie betrafen die Organe des Brustkorbes (Herz, Lunge und Blutgefäße), die Nieren und das endokrine System (hormonausschüttende Organe und Drüsen), das Blut (Blutplasma), das Immunsystem (weiße Blutkörperchen), Muskeln und Skelett sowie das Nervensystem (Gehirn, Nervenbahnen, Auge und Innenohr). Erstmals konnten nicht nur umfangreiche Vergleiche zwischen Männern und Frauen, sondern auch zwischen Mensch und Tier gezogen werden. Die Experimente wurden in internationaler Kooperation zwischen den USA, der UdSSR, Deutschland und Frankreich vorbereitet, durchgeführt und ausgewertet.
Außerdem in der Nutzlast enthalten waren zwölf Getaway-Special- (GAS-) Kanister für Experimente zu Materialwissenschaften, Biologie und Kosmischer Strahlung, das Middeck Zero-Gravity Dynamics Experiment (MODE) sowie sieben Orbiter Experiments (OEX).
Die Landung erfolgte am 14. Juni um 8:39:11 Uhr PDT auf der Landebahn 22 der Edwards Air Force Base in Kalifornien. Das Landegewicht betrug 102.755 kg, die Ausrollstrecke betrug 2866 m, die Ausrollzeit 55 Sekunden. Der Orbiter kehrte am 21. Juni zum Kennedy Space Center zurück.